# مروحيات A-B / W 95
مروحيات A-B / W 95 (بالإنجليزية: A-B Helicopters A/W 95)‏ هي طائرة هليكوبتر أمريكية، انتجتها AB للمروحيات في شكل خطط لبناء الهواة.
سنة 2012 تم تعطيل موقع AB للمروحيات ويفترض أن الخطط لم تعد متوفرة.